# کلیسای نیکولاس مقدس از بام

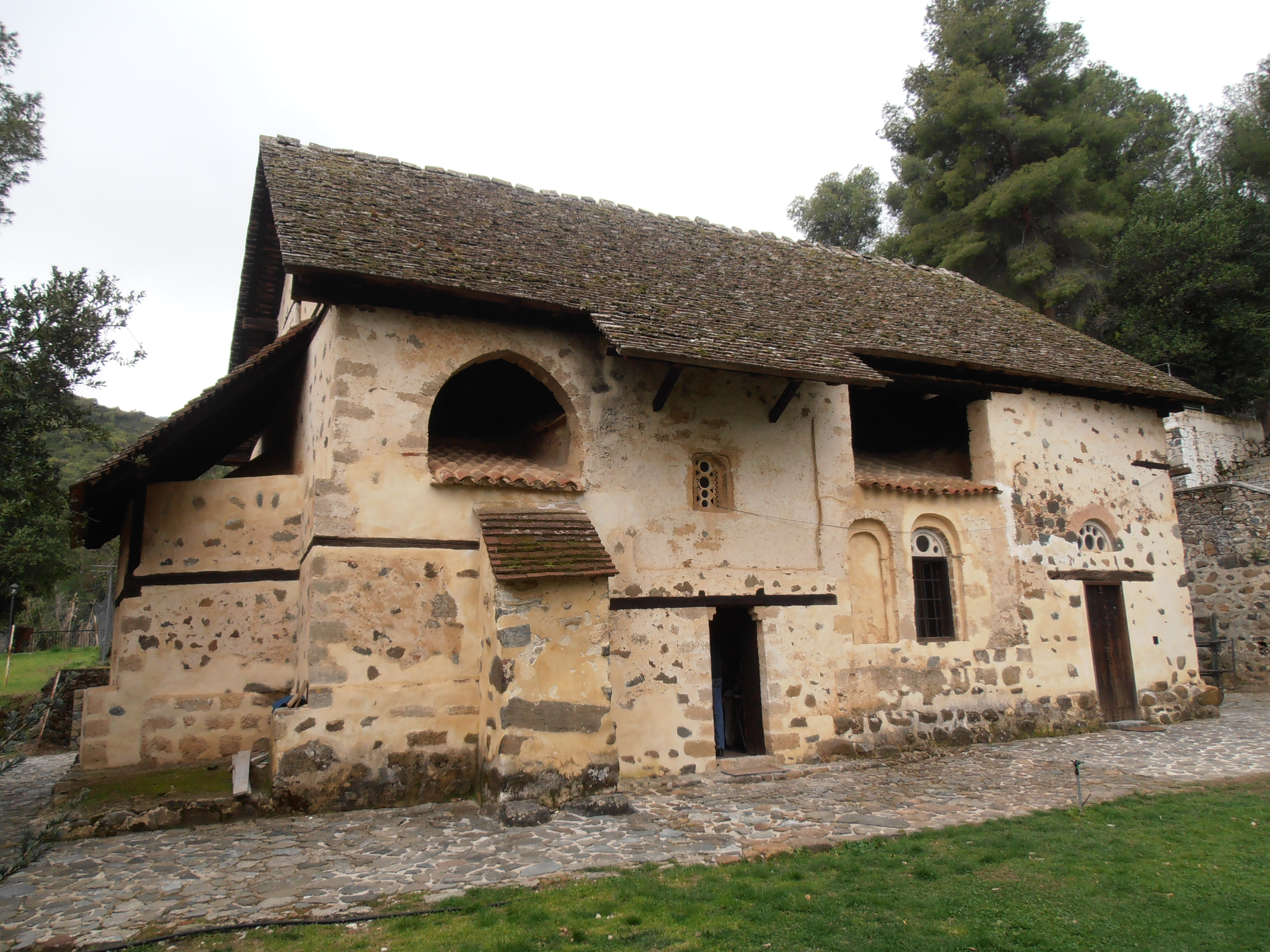
کلیسا

کلیسای نیکولاس مقدس از بام (یونانی: Άγιος Νικόλαος της Στέγης) یک صومعهٔ بیزانسی مربوط به سدهٔ یازدهم میلادی است که در کاکوپتریا، قبرس واقع شده‌است. این کلیسا از میانهٔ دوران بیزانسی تا آغاز فرمانروایی فرانک‌ها در سدهٔ دوازدهم رونق یافت. از زمان فرمانروایی فرانک‌ها کلیسا فعال بوده اما تنها به عنوان یک کلیسای روستایی کوچک و مکان زیارتی عمل می‌کرد. این کلیسا یکی از ده کلیساهای نقاشی‌شده در منطقه ترودوس است که در سال ۱۹۸۵ به عنوان میراث جهانی یونسکو ثبت شدند زیرا نقاشی‌های دیواری برجسته داشتند و مدارکی برای تاریخ فرمانروایی بیزانسی در قبرس هستند.